# PRR29
PRR29 (англ. Proline rich 29) – білок, який кодується однойменним геном, розташованим у людей на короткому плечі 17-ї хромосоми. Довжина поліпептидного ланцюга білка становить 189 амінокислот, а молекулярна маса — 20 715.
| 10         |  | 20         |  | 30         |  | 40         |  | 50         |
| ---------- |  | ---------- |  | ---------- |  | ---------- |  | ---------- |
| MASGAGGSWG |  | RSPPQSAVPT |  | PWVTFLQPLS |  | WAVPPAPPQP |  | GRVKEDLLEL |
| MMLQNAQMHQ |  | LLLSRLVAGA |  | LQPRPASPCP |  | QVYLEVPQEE |  | PEEEEEEMDV |
| REKGPLVFHH |  | HYLPYLMPSP |  | GALLPWPAPF |  | FPTPACQPYL |  | QDVPRIQHCP |
| ASREREVRAV |  | PPPPPPSATG |  | TVGADVPPAS |  | DYYDAESLL  |  |            |

A: Аланін

C: Цистеїн

D: Аспарагінова кислота

E: Глутамінова кислота

F: Фенілаланін

G: Гліцин

H: Гістидин

I: Ізолейцин

K: Лізин

L: Лейцин

M: Метіонін

N: Аспарагін

P: Пролін

Q: Глутамін

R: Аргінін

S: Серин

T: Треонін

V: Валін

W: Триптофан

Задіяний у такому біологічному процесі, як альтернативний сплайсинг. 